# Pierścień (matematyka)
Pierścień – struktura formalizująca własności algebraiczne liczb całkowitych oraz arytmetyki modularnej; intuicyjnie zbiór, którego elementy mogą być bez przeszkód dodawane, odejmowane i mnożone, lecz niekoniecznie dzielone. Badanie pierścieni umożliwiło uogólnienie innych pojęć matematycznych takich, jak np. liczby pierwsze (przez ideały pierwsze), wielomiany, ułamki oraz rozwinięcie teorii podzielności i wskazania przy tym najogólniejszej struktury, w której możliwe jest stosowanie algorytmu Euklidesa (tzw. pierścień Euklidesa). Dział matematyki opisujący te struktury nazywa się teorią pierścieni.
W literaturze spotyka się rozmaite definicje pierścieni różniące się stopniem uogólnienia. W artykule tym za najogólniejszą przyjmowana jest definicja tzw. pierścienia łącznego. Wnioskom płynącym z zawężenia definicji poprzez wymaganie elementu neutralnego mnożenia bądź warunku przemienności mnożenia również poświęcono osobne artykuły: pierścień z jedynką, pierścień przemienny.

## Definicja
Niech {\displaystyle (R,+,\cdot ,0)} będzie algebrą, w której {\displaystyle R} jest pewnym niepustym zbiorem, symbole {\displaystyle +,\cdot } oznaczają dwa działania dwuargumentowe określone w tym zbiorze, a {\displaystyle 0} jest pewnym wyróżnionym elementem. Algebra ta nazwana jest pierścieniem (łącznym), jeśli:
- struktura {\displaystyle R^{+}=(R,+,0)} jest grupą abelową, nazywaną grupą addytywną, z działaniem {\displaystyle +} nazywanym dodawaniem i elementem neutralnym {\displaystyle 0} nazywanym zerem:
{\displaystyle \forall _{a,b,c\in R}\;a+(b+c)=(a+b)+c,}
{\displaystyle \forall _{a\in R}\;a+0=a,}
{\displaystyle \forall _{a\in R}\;\exists _{b\in R}\;a+b=0,}
{\displaystyle \forall _{a,b\in R}\;a+b=b+a;}
- struktura {\displaystyle (R,\cdot )} jest półgrupą z działaniem {\displaystyle \cdot } nazywanym mnożeniem:
{\displaystyle \forall _{a,b,c\in R}\;a\cdot (b\cdot c)=(a\cdot b)\cdot c;}
- oba działania powiązane są ze sobą prawami rozdzielności:
{\displaystyle \forall _{a,b,c\in R}\;a\cdot (b+c)=(a\cdot b)+(a\cdot c),}
{\displaystyle \forall _{a,b,c\in R}\;(b+c)\cdot a=(b\cdot a)+(c\cdot a).}

Ponieważ {\displaystyle R^{+}} jest grupą, to pierścień ma dokładnie jedno zero, a element odwrotny do {\displaystyle a} względem dodawania (element {\displaystyle b} z trzeciego aksjomatu), nazywany w tym kontekście elementem przeciwnym, jest wyznaczony jednoznacznie i oznaczany {\displaystyle -a.}

### Warianty
Na działanie mnożenia nakłada się często dodatkowe warunki regularności, precyzując nazwę nowej struktury:
- pierścień z jedynką – istnienie elementu neutralnego mnożenia nazywanego jedynką[a]:
{\displaystyle \exists _{1\in R}\;\forall _{a\in R}\;a\cdot 1=1\cdot a=a,}
- pierścień przemienny – przemienność mnożenia (wówczas prawa rozdzielności stają się sobie równoważne):
{\displaystyle \forall _{a,b\in R}\;a\cdot b=b\cdot a.}

UwagaW pierścieniu z jedynką struktura {\displaystyle (R,\cdot ,1)} jest monoidem (przemiennym, jeśli pierścień jest przemienny), wynika stąd, że pierścień może mieć co najwyżej jedną jedynkę.
W praktyce najczęściej rozpatruje się (niezerowe) pierścienie z jedynką; ich atutem jest, gdy są one dodatkowo przemienne.

## Rodzaje
Podstawowa definicja pierścienia, bywa rozwijana w wielu różnych kierunkach:
- pierścień bez dzielników zera – brak właściwych dzielników zera (zob. dalej):
{\displaystyle \forall _{a,b\in R\setminus \{0\}}\;a\cdot b\neq 0}
- pierścień z dzieleniem – dowolny niezerowy element ma element odwrotny (zakłada się, że pierścień ma jedynkę):
{\displaystyle \forall _{a\in R\setminus \{0\}}\;\exists _{b\in R}\;a\cdot b=1,}

Element odwrotny do {\displaystyle a} (względem mnożenia; {\displaystyle b} w powyższym aksjomacie) oznacza się zwykle symbolami {\displaystyle a^{-1}} lub {\displaystyle {\tfrac {1}{a}}.} Zbiór {\displaystyle R^{*}} elementów odwracalnych pierścienia tworzy grupę ze względu na mnożenie (z jedynką jako elementem neutralnym; przemienną, jeśli pierścień jest przemienny) nazywaną także grupą multiplikatywną. W pierścieniu z dzieleniem jest {\displaystyle R^{*}=R\setminus \{0\}.}
Pierścień z jedynką bez dzielników zera nazywa się dziedziną. Ponieważ własność dzielenia pociąga za sobą brak dzielników zera, to każdy pierścień z dzieleniem jest pierścieniem bez dzielników zera, a więc dziedziną. Dziedziny przemienne określa się nazwą dziedzina całkowitości (także: pierścień całkowity; niekiedy nie wyróżnia się nieprzemiennych dziedzin całkowitości, wówczas często skraca się nazwę tej struktury do: dziedzina). Pierścień przemienny z dzieleniem (lub z powyższej obserwacji: dziedzinę całkowitości z dzieleniem) nazywa się ciałem.

## Przykłady
Do najprostszych uniwersalnych przykładów należą:
- pierścień trywialny, zawierający dokładnie jeden element,
- pierścień zerowy, w którym mnożenie przez dowolny element daje zero.

Innymi ważnymi przykładami pierścieni są:
- liczby całkowite z działaniami arytmetycznymi dodawania i mnożenia (dziedzina całkowitości),
- pierścienie klas reszt (pierścienie przemienne z jedynką oraz ciała),
- kwaterniony (pierścień z dzieleniem),
- liczby całkowite Gaussa (dziedzina z jednoznacznością rozkładu, dziedzina Euklidesa),
- liczby całkowite Eisensteina (pierścień przemienny, dziedzina Euklidesa),

Osobnym przykładem są pierścienie wielomianów {\displaystyle R[X]} jednej zmiennej {\displaystyle X} o współczynnikach z pierścienia {\displaystyle R.} W {\displaystyle R[X]} zachowywane są następujące własności pierścienia {\displaystyle R{:}} przemienność, istnienie jedynki, brak dzielników zera, całkowitość (tzn. bycie dziedziną całkowitości), jednoznaczność rozkładu (twierdzenie Gaussa), noetherowskość (twierdzenie Hilberta o bazie). Jeżeli {\displaystyle R} jest ciałem, to {\displaystyle R[X]} jest pierścieniem euklidesowym.
Dobrze znane struktury liczb wymiernych, liczb rzeczywistych, czy liczb zespolonych z działaniami arytmetycznymi są przykładami pierścieni, jako że wszystkie są ciałami. Z kolei liczby naturalne (z działaniami arytmetycznymi) nie tworzą pierścienia, ponieważ wraz z działaniem dodawania nie tworzą nawet grupy; oktoniony również nie są pierścieniem, ponieważ mnożenie w nich określone nie jest łączne, lecz tylko alternatywne.

## Składowe

### Podpierścienie
Podzbiór {\displaystyle S} pierścienia {\displaystyle (R,+,\cdot )} nazywa się podpierścieniem, jeżeli sam tworzy pierścień z działaniami odziedziczonymi z {\displaystyle R.} Równoważnie:
- {\displaystyle \forall _{a,b\in S}\;a-b\in S,}
- {\displaystyle \forall _{a,b\in S}\;a\cdot b\in S.}

Pierwszy warunek oznacza, że {\displaystyle (S,+)} musi być grupą (przemienną), drugi gwarantuje, że wynik mnożenia elementów z {\displaystyle S} będzie zawierał się w tym samym zbiorze (tzn. mnożenie jest tam poprawnie określonym działaniem wewnętrznym).

### Ideały
Podgrupę {\displaystyle I} grupy addytywnej pierścienia {\displaystyle R} nazywa się ideałem lewostronnym, jeżeli dla dowolnych dwóch elementów {\displaystyle i\in I} oraz {\displaystyle r\in R} spełniony jest warunek
{\displaystyle r\cdot i\in I.}
Jeżeli {\displaystyle I} spełnia w zamian warunek
{\displaystyle i\cdot r\in I,}
to nazywa się ją ideałem prawostronnym. Ideał będący zarazem lewo- jak i prawostronny nazywa się krótko ideałem; pojęcia te pokrywają się w pierścieniach przemiennych. Każdy ideał jest podpierścieniem.
W dowolnym nietrywialnym pierścieniu {\displaystyle R} istnieją co najmniej dwa różne ideały: cały pierścień {\displaystyle R} i podpierścień trywialny {\displaystyle \{0\},} nazywa się je ideałami trywialnymi lub niewłaściwymi, wszystkie pozostałe nazywa się ideałami właściwymi.
Ze względu na inne własności wyróżnia się m.in. następujące rodzaje ideałów pierścienia {\displaystyle R{:}}
- ideał główny – generowany przez jeden element pierścienia,
- ideał maksymalny – zawarty wyłącznie w ideale niewłaściwym {\displaystyle R,}
- ideał pierwszy – taki, że jeśli dany element ideału jest iloczynem dwóch innych, to przynajmniej jeden z nich również należy do ideału.

### Elementy wyróżnione
Element {\displaystyle a} pierścienia {\displaystyle R} nazywa się
- dzielnikiem zera, gdy istnieje taki niezerowy element {\displaystyle b\in R,} że {\displaystyle a\cdot b=0.}
- idempotentnym, gdy {\displaystyle a\cdot a=a.}
- nilpotentnym, gdy istnieje {\displaystyle n\in \mathbb {N} ,} dla którego {\displaystyle a^{n}=0.}

W pierścieniu skończonym (mającym skończenie wiele elementów) każdy element jest odwracalny albo jest dzielnikiem zera.

## Homomorfizmy
Przekształcenie {\displaystyle f:R_{1}\to R_{2}} między dwoma pierścieniami zachowujące ich działania, tzn. dla dowolnych elementów {\displaystyle a,b\in R_{1}} spełnione są warunki:
- {\displaystyle f(a+b)=f(a)+f(b),}
- {\displaystyle f(a\cdot b)=f(a)\cdot f(b),}

nazywa się homomorfizmem pierścieni. Inaczej: jest to homomorfizm grup addytywnych, a przy tym homomorfizm półgrup multiplikatywnych tych pierścieni.
Przekształcenie {\displaystyle f:R_{1}\to R_{2}} między dwoma pierścieniami z jedynką zachowujące ich działania i jedynkę, tzn. dla dowolnych elementów {\displaystyle a,b\in R_{1}} spełnione są warunki:
- {\displaystyle f(a+b)=f(a)+f(b),}
- {\displaystyle f(a\cdot b)=f(a)\cdot f(b),}
- {\displaystyle f(1_{R_{1}})=1_{R_{2}},}

nazywa się homomorfizmem pierścieni z jedynką. Inaczej: jest to homomorfizm grup addytywnych, a przy tym homomorfizm monoidów multiplikatywnych.

## Pierścień ilorazowy
W dowolnym pierścieniu {\displaystyle (R,+,\cdot )} grupa ilorazowa {\displaystyle R/I,} gdzie {\displaystyle I\subseteq R} jest dowolnym ideałem (dwustronnym), jest pierścieniem z dobrze określonymi działaniami dodawania i mnożenia na warstwach:
- {\displaystyle (a+I)+(b+I)=(a+b)+I,}
- {\displaystyle (a+I)\cdot (b+I)=(a\cdot b)+I.}

Pierścień ten nazywa się pierścieniem ilorazowym pierścienia {\displaystyle R} przez ideał {\displaystyle I} i również oznacza się symbolem {\displaystyle R/I.}
Dodawanie jest dobrze określone z definicji grupy ilorazowej. Wystarczy więc dowieść, że iloczyn warstw nie zależy od wyboru reprezentanta mnożonych warstw. Niech dane będą dwie warstwy, każda z nich reprezentowana przez dwa różne elementy: {\displaystyle a+I=a'+I} oraz {\displaystyle b+I=b'+I.} Równość
{\displaystyle (a\cdot b)+I=(a+I)\cdot (b+I)=(a'+I)\cdot (b'+I)=(a'\cdot b')+I}
dowodzi, że zmiana reprezentantów nie wpływa na wynik mnożenia, gdyż otrzymuje się tę samą, choć reprezentowaną przez inny element, warstwę.

## Uogólnienia i przypadki szczególne
Wyróżnia się wiele rodzajów pierścieni, na które nakłada się dodatkowe warunki:
- pierścień ideałów głównych – pierścień, w którym każdy ideał jest główny (także: każdy ideał ma jeden generator),
- pierścień noetherowski – pierścień, w którym każdy ciąg wstępujący (w sensie zawierania) ideałów stabilizuje się (także: każdy ideał jest skończenie generowany),
- pierścień artinowski – pierścień, w którym każdy ciąg zstępujący (w sensie zawierania) ideałów stabilizuje się,
- pierścień z jednoznacznością rozkładu – pierścień przemienny, w którym każdy element można rozłożyć w sposób jednoznaczny na elementy nierozkładalne,
- pierścień lokalny – pierścień mający tylko jeden ideał maksymalny,
- pierścień Euklidesa – pierścień umożliwiający stosowanie algorytmu Euklidesa (znajdowanie NWD),
- pierścień zredukowany – pierścień bez niezerowych elementów nilpotentnych,
- pierścień Boole’a – pierścień przemienny z jedynką, w którym każdy element jest idempotentny,
- pierścień Dedekinda – dziedzina całkowitości, w której każdy niezerowy właściwy ideał rozkłada się na iloczyn ideałów pierwszych.
- pierścień skończenie generowany – pierścień, dla którego istnieje skończony zbiór generatorów (taki, że najmniejszym podpierścieniem go zawierającym jest cały pierścień). Przykładem takiego pierścienia są liczby całkowite (generowane przez jedynkę). Przykładem pierścienia, który nie jest skończenie generowany są liczby wymierne (bo dla dowolnego skończonego zbioru liczb wymiernych istnieje liczba pierwsza nie dzieląca mianownika żadnej z nich).